# Fectola paytoni
Fectola paytoni är en snäckart som först beskrevs av Frank Climo 1970.  Fectola paytoni ingår i släktet Fectola och familjen Charopidae. Inga underarter finns listade i Catalogue of Life.